# Russische Schokolade

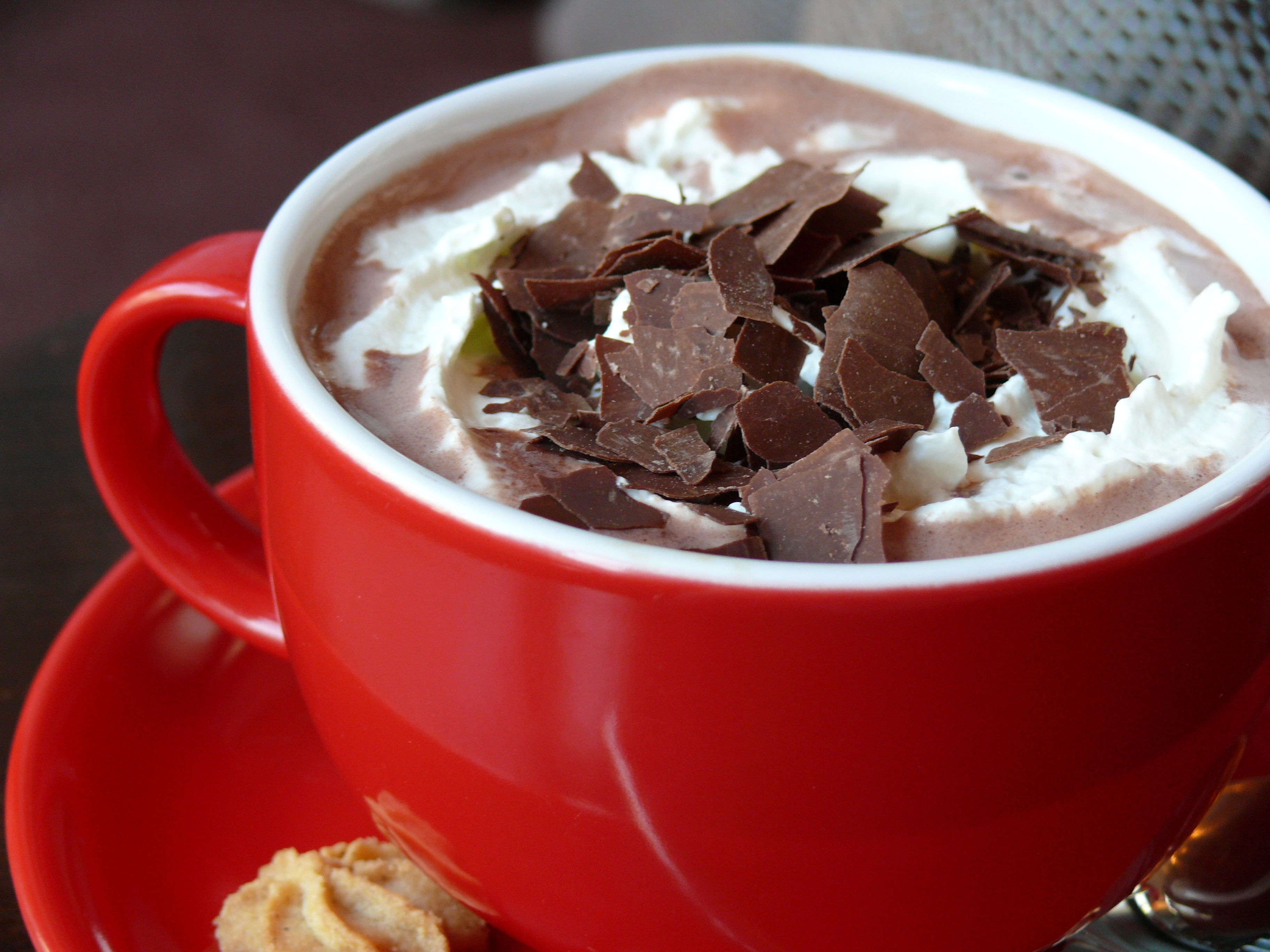
Heiße Schokolade

Als Russische Schokolade wird im deutschsprachigen Raum ein alkoholisches Mischgetränk bezeichnet. Es besteht aus heißem Kakao und, je nach Rezept, einem Schuss Wodka, Rum oder Cognac. Optional kann das Getränk mit Schlagsahne und Schokoladenstreuseln garniert werden. Die Variante mit Rum wird auch als Lumumba bezeichnet.

## Geschichte
Der Legende nach wurde die Russische Schokolade von einem russischen Zaren erfunden. Diese Erzählung ist jedoch als Moderne Sage zu betrachten, da in Russland zur Zeit des Zarentums die Trinkschokolade noch nicht bekannt war.
Wann und wo das Getränk tatsächlich zuerst kreiert wurde, ist nicht bekannt. Aufgrund der auf den deutschsprachigen Raum beschränkten Verbreitung des Rezepts wird dieser auch als Ursprungsregion angenommen. Der Name Russische Schokolade wird auf den beigefügten Wodka zurückgeführt. Im englischsprachigen Raum ist ebenfalls ein Getränk mit der Bezeichnung Russian Hot Chocolate bekannt, welches aber zumeist aus Kakao mit verschiedenen Gewürzen, ohne den Zusatz von Alkohol besteht.